# Windmühle Wallwitz
Die Windmühle Wallwitz ist eine denkmalgeschützte Windmühle im zur Gemeinde Möckern in Sachsen-Anhalt gehörenden Ortsteil Wallwitz.

## Lage
Sie befindet sich südlich der Ortslage von Wallwitz an der Adresse Karl-Marx-Straße 2.

## Architektur und Geschichte
Die Mühle wurde als Turmholländer errichtet. Erhalten ist der stark konische, aus Bruchsteinen errichtete Mühlenturm sowie Reste des Außenkrühwerks, mit Teilen des Flügelkreuzes, der Flügelwelle mit Kammrad und der Jalousiesteuerung. Weitere Mühlentechnik ist nicht erhalten. Andere Angaben gehen davon aus, dass die Reste des Flügelkreuzes nur zierende Funktion haben und somit nicht zur ursprünglichen Ausstattung gehören. Der Mühlenturm wurde zu Wohn- bzw. Freizeitzwecken umgebaut. Die Laibungen von Fenstern und Tür sind erkerartig vorgezogen, so dass sie trotz der konischen Gebäudeformen senkrecht stehen. Die ursprüngliche drehbare Haube ist durch ein achteckiges Dach ersetzt.
Im örtlichen Denkmalverzeichnis ist die Mühle unter der Erfassungsnummer 094 10443 als Baudenkmal verzeichnet.